# Америка первая
«Америка первая» (англ. «America First») — финальный эпизод шестого сезона американского драматического телесериала «Родина», и 72-й во всём сериале. Премьера состоялась на канале Showtime 9 апреля 2017 года.

## Сюжет
Дар Адал (Ф. Мюррей Абрахам) похитил и приковал наручниками сенатора Кото (Альфредо Нарцисо) внутри морозильника. Дар упрекает Кото в том, что тот держал его вне курса событий, и пытает его, чтобы получить информацию о заговоре с участием Куинна.
Кэрри (Клэр Дэйнс) и Куинн (Руперт Френд) мчатся в штаб-квартиру избранного президента Кин (Элизабет Марвел). Сотрудники Кин получают информацию о возможной бомбе в здании. Начинается эвакуация. Дар звонит Кэрри с информацией, которую он получил от Кото: угроза бомбы является уловкой, чтобы выманить Кин из здания, где её можно будет убить, в то время как Куинна подставят как убийцу. Кэрри останавливается перед машиной с Кин, прежде чем она выйдет. Две другие машины перевёрнуты взрывом, когда они выезжают из гаража. Кэрри, Кин и агент Томс (Джеймс Маунт) отступают обратно в здание. Специальная команда Макклендона (Роберт Неппер) входит в здание; они натыкаются на Томса и убивают его во время охоты за Кин. Куинн находит Кэрри и Кин и сажает их в заднюю часть внедорожника. Он вырывается из гаража и мчится в сторону баррикады, на его пути стоят вооружённые солдаты, которые открывают огонь, когда он едет. Куинн доставляет своих пассажиров в безопасное место, но сам он в процессе умирает от пулевых ранений.

### Шесть недель спустя
Через 34 дня после инаугурации Кин, Сол (Мэнди Патинкин) навещает Дара в тюрьме. Дар признаёт, что он потерял контроль над планом, который он ввёл в действие, но по-прежнему не думает, что его намерения были неправильными, так как считает, что Кин вела себя «явно не по-американски».
Кэрри получила должность, работая под руководством президента Кин, в качестве временного посредника в разведывательном обществе. На встрече сотрудники разведки злятся из-за того, что у них не хватает доступа к Кин, в то время как Кэрри пытается заверить их в том, что их работа безопасна. Кин предлагает Кэрри постоянную должность старшего советника президента. Кэрри польщена, но просит немного времени, чтобы подумать над предложением.
Кэрри получает отчаянный звонок от Сола, которого арестовывают. Она включает новости и видит сообщения о том, что десятки действующих должностных лиц из Госдепа, Министерства обороны и ЦРУ были арестованы из-за их связи с покушением на убийство.
Разгневанная Кэрри пытается увидеться с Кин, но её не пускают в её офис. Кин слышит мольбу Кэрри о том, что арестовывают невинных, но она ничего не делает, в то время как Кэрри выводят из здания. Эпизод заканчивается тем, что Кэрри интроспективно смотрит на Капитолий.

## Производство
Режиссёром эпизода стала исполнительный продюсер Лесли Линка Глаттер, а сценарий написали шоураннер Алекс Ганса соисполнительный продюсер Рон Нисуонер.

## Реакция

### Реакция критиков
Эпизод получил рейтинг 73%, со средним рейтингом 5.76 из 10, на сайте Rotten Tomatoes, чей консенсус гласит: «„Америка первая“ связывает ожидания с шокирующим развитием, которое охватывает творческий откат -- и эффективно закладывают основу для седьмого сезона „Родины“.»
Брайан Таллерико из «New York Magazine» оценил эпизод на 4 звезды из 5, сказав: «Финал сезона... фокусируется на нескольких вещах, которые шоу удаётся делать лучше всего. Он был насыщен экшеном, а это то, чего ожидают от завершающих глав сезонов этого шоу, но он также предвещает будущее параноидальной страны.»
У Мэтта Бреннана из «Paste» было смешанное чувство по поводу эпизоду, заявив: «Со ссылкой на роман, в котором Куинн скрывает свои подарки на память, „Родине“ не удаётся выполнить обещание „Вспышки света“, которое должно было предложить форму саморефлексии, которой нашей внешней политике катастрофически не хватает: Большие надежды, разбиты.»
Джошуа Олстон из «The A.V. Club» был более критичным к эпизоду, дав ему рейтинг «D+».

### Рейтинги
Во время оригинального показа, эпизод привлёк внимание 1.9 миллиона зрителей.

### Награды
Эпизод был номинирован за лучшую режиссуру драматического сериала и за лучший звук в сериале на 69-й церемонии премии «Эмми». Мэнди Патинкин также выбрал этот эпизод, чтобы поддержать свою номинацию на «Эмми» за лучшую мужскую роль второго плана в драматическом сериале.